# شین مک‌انالی
شین مک‌اِنالی (انگلیسی: Shane McAnally؛ زادهٔ ۱۲ اکتبر ۱۹۷۴) موسیقی‌دان اهل ایالات متحده آمریکا است که بیشتر با آهنگسازی برای خوانندگان سبک کانتری شناخته می‌شود.
مک‌انالی در سال ۲۰۱۴ برای همکاری با کیسی ماسگریوز در آلبوم تریلرهای همسان در پارک‌های مختلف برندهٔ دو جایزهٔ گرمی شد.

## زندگی شخصی
شین مک‌انالی آشکارا همجنس‌گراست. او و شریک زندگیش، مایکل بام در سپتامبر ۲۰۱۲ ازدواج کردند. آن‌ها در دسامبر ۲۰۱۲ صاحب یک فرزند پسر و یک فرزند دختر شدند.